# 襄陽郡

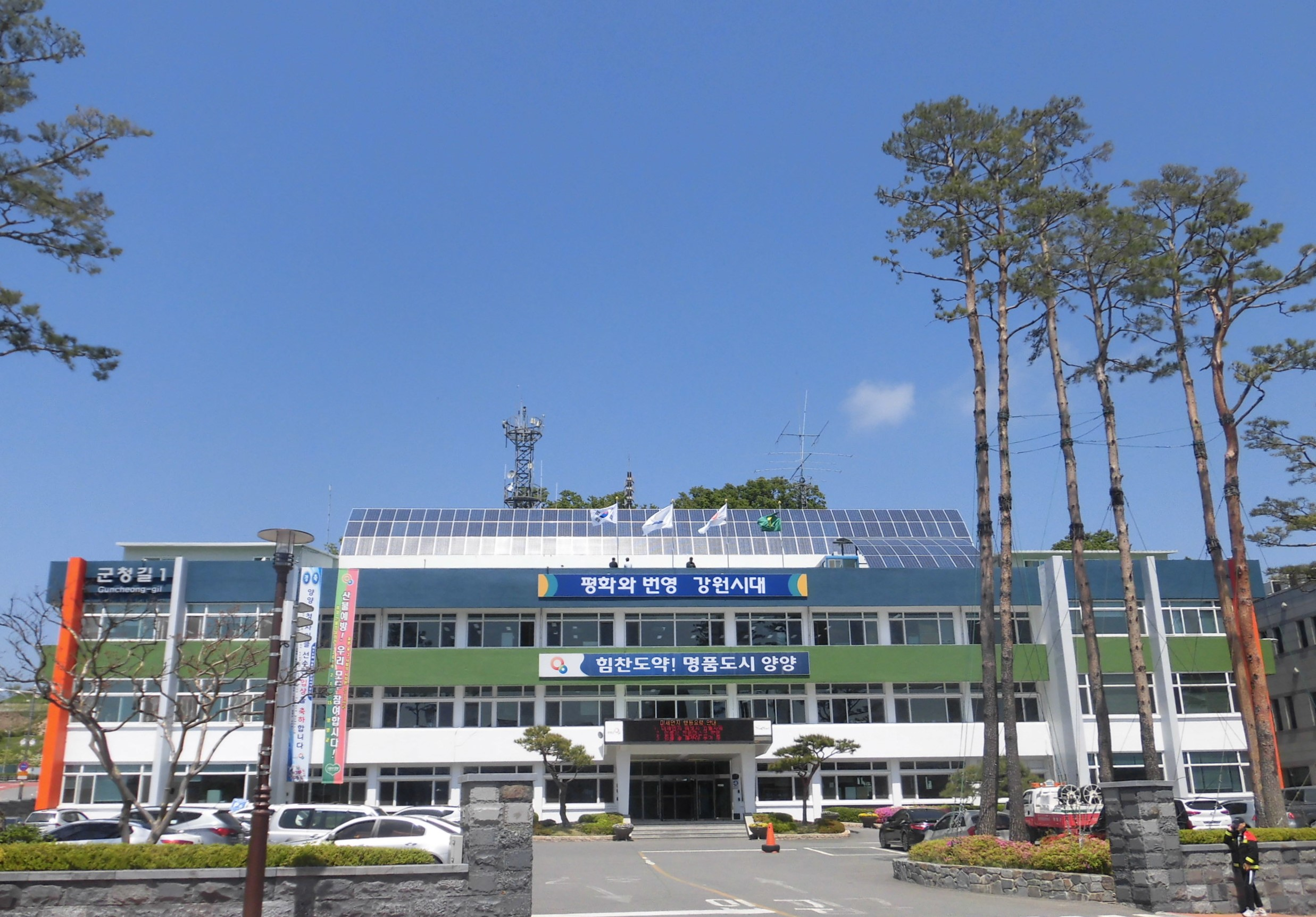
襄陽郡庁

襄陽郡（ヤンヤンぐん）は、大韓民国江原特別自治道の東部にある郡である。

## 歴史
高句麗時代は翼県峴県、新羅時代には水域領だったが、高麗元宗元年（1260年）に知襄州事に昇格した。朝鮮太宗13年（1413年）に都護府になり、同16年（1416年）襄陽とした。
- 朝鮮中期 襄陽都護府
- 1895年旧暦閏5月1日 - 江陵府に属し襄陽郡となる。[3]（二十三府制）
- 1896年8月4日 - 江原道襄陽郡となる。[4]（十三道制）
- 1914年4月1日 - 郡面併合により、襄陽郡に以下の面が成立。[5]（7面）
  - 郡内面・巽陽面・降峴面・道川面・西面・県北面・県南面

| 朝鮮総督府令第111号 |            | |
| 旧行政区画 | 新行政区画 | 新行政区画 |
| 襄陽郡郡内面구교동、군행리、남문리、성내리、松岩里、연창리、혹동、청곡리 | 군내면     | 구교리、군행리、남문리、성내리、松岩里、연창리、월리、청곡리 |
| 襄陽郡部南面내곡리、임천리、서문리、거마리、화일리 | 군내면     | 내곡리、임천리、서문리、거마리、화일리 |
| 襄陽郡位山面감곡리、기동、사천리、조산리、포월리、하손리 | 군내면     | 감곡리、기리、사천리、조산리、포월리、하손리 |
| 襄陽郡降仙面 | 降峴面     | 간곡리、강선리、둔전리、물치리、상복리、석교리、중복리、침교리、하복리、회룡리                                                                                           |
| 襄陽郡沙峴面 | 降峴面     | 광석리、금풍리、답리、용호리、물갑리、방축리、사교리、장산리、적은리、전진리、정암리、주청리                                                                             |
| 襄陽郡道門面 | 道川面     | 内沕淄里、대포리、상도문리、獐項里、중도문리、하도문리 |
| 襄陽郡所川面 | 道川面     | 노리、論山里、束草里、扶月里、外甕峙里 |
| 襄陽郡西面가라피리、갈천리 일부、공수전리、내현리、논화동、미천동、범부리、북암리、북평리、상평리、서림리、서선리、송어리、송천리、수동、영덕리、오색리、용소동、용천리、장승리、명지가리/갈천리 일부/(인제군 내면)광현리 | 西面       | 가라피리、갈천리、공수전리、내현리、논화리、미천리、범부리、북암리、북평리、상평리、서림리、서선리、송어리、송천리、수리、영덕리、오색리、용소리、용천리、장승리、早開里 |
| 襄陽郡東面가평리、금강리、도화동、동호리、송전리、수산진、오산진 | 손양면     | 가평리、금강리、도화리、동호리、송전리、수산리、오산리 |
| 襄陽郡南面간동、밀양리、부소치리、삽존리 일부、상양혈리、상왕도리、상운리、송현리、수종리/송촌、여운포리、와동、우암리、주촌/하양혈리 일부、하양혈리 일부、하왕도리、학포리                                               | 손양면     | 간리、밀양리、부소치리、삽존리 일부、상양혈리、상왕도리、상운리、석계리、송현리、수여리、여운포리、와리、우암리、주리、하양혈리、하왕도리、학포리                        |
| 襄陽郡県北面 | 県北面     | 기사문리、대치리、도리、말곡리、면옥치리、명지리、법수치리、상광정리、어성전리、원일전리、잔교리、장리、중광정리、하광정리                                               |
| 襄陽郡県南面 | 県南面     | 견불리、광진리、남애리、동산리、두리、북분리、시변리、상월천리、원포리、인구리、임호정리、입암리、전포매리、정자리、주리、죽리、지경리、지리、창리、하월천리、후포매리   |

- 1919年（9面）
  - 高城郡土城面・竹旺面を編入。
  - 郡内面が襄陽面に改称。
- 1937年 - 道川面が束草面に改称。（9面）
- 1942年10月1日 - 束草面が束草邑に昇格。[6]（1邑8面）。
- 1945年
  - 8月15日 - ソ連軍管理下に置かれる。ただし、県南面および県北面・西面の各一部は米軍管理下に置かれる。[7]（南3面、北1邑7面）
  - 9月16日 - 米軍管理下の襄陽郡県北面・県南面・西面が江陵郡に編入。襄陽郡消滅。（1邑7面）
  - 西面は新西面に改称。
- 1946年12月 - ソ連軍管理下の県北面が巽陽面に編入（1邑6面）。
- 1954年11月17日 - 収復地区臨時行政措置法により、襄陽郡に対する施政権が回復。下記の1邑7面で再出発。[8]
  - 束草邑・襄陽面・巽陽面・降峴面・土城面・竹旺面・県北面・西面（下線部は江陵郡から返還）
- 1963年1月1日（6面）[9][10]
  - 束草邑が束草市に昇格・分離。
  - 竹旺面・土城面が高城郡に返還。
  - 溟州郡から県南面を返還。
- 1973年7月1日 - 西面の一部（明開里）が洪川郡内面に編入。[11]（6面）
- 1979年5月1日 - 襄陽面が襄陽邑に昇格。[12]（1邑5面）
- 1983年2月15日 - 降峴面の一部（上福里の一部）が束草市雪岳洞に編入。（1邑5面）

## 行政

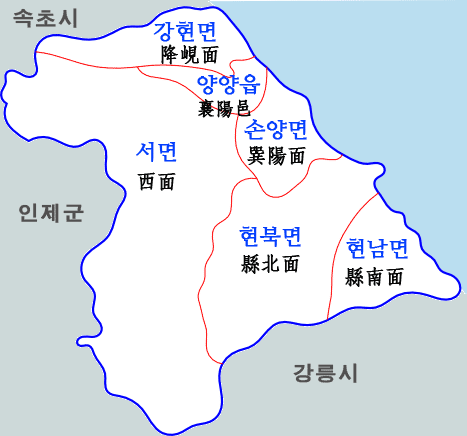
行政区域図

### 下位行政区域
| 邑・面 | 法定里 |
| ------ | --- |
| 襄陽邑 | 甘谷里、車馬里、旧校里、軍餉里、基里、南門里、奈谷里、仕川里、西門里、城内里、松岩里、連昌里、月里、林泉里、丁巽里、造山里、青谷里、浦月里、禾日里                                                   |
| 巽陽面 | 柯坪里、間里、金崗里、桃花里、銅湖里、密陽里、扶蘇峙里、挿存里、上陽穴里、上旺道里、祥雲里、石界里、松田里、松峴里、水山里、水余里、如雲浦里、鰲山里、瓦里、牛岩里、舟里、下陽穴里、下旺道里、鶴浦里 |
| 降峴面 | 間谷里、降仙里、広石里、金風里、畓里、屯田里、勿甲里、沕淄里、防築里、沙橋里、上福里、石橋里、龍湖里、長山里、積銀里、前津里、釘岩里、酒庁里、中福里、砧橋里、下福里、回龍里                         |
| 西面   | 加羅皮里、葛川里、公須田里、内峴里、論化里、米川里、凡阜里、北坪里、上坪里、西林里、西仙里、北庵里、松魚里、松川里、水里、盈徳里、五色里、龍沼里、龍泉里、長承里                                     |
| 県北面 | 基士門里、大峙里、陶里、末谷里、綿玉峙里、明池里、法水峙里、上光丁里、漁城田里、元日田里、桟橋里、獐里、中光丁里、下光丁里                                                                           |
| 県南面 | 見仏里、広津里、南涯里、洞山里、斗里、北盆里、上月川里、市辺里、遠浦里、仁邱里、臨湖亭里、笠岩里、前浦梅里、亭子里、酒里、竹里、池里、地境里、昌里、下月川里、後浦梅里                               |

### 警察
- 束草警察署
  - 襄陽地区隊
  - 降峴派出所
  - 県北派出所
  - 県南派出所
  - 西面治安センター
  - 巽陽治安センター

## 交通

### 高速道路
- 東海高速道路
  - 県南インターチェンジ

### 空港
- 襄陽国際空港

### 港湾
- 南涯港